# Tứ trụ
Tứ trụ là thuật ngữ không chính thức được sử dụng để chỉ bốn vị trí cao nhất trong hệ thống chính trị Việt Nam, gồm: Tổng Bí thư, Chủ tịch nước, Thủ tướng Chính phủ và Chủ tịch Quốc hội. Một cách chính thống hơn, bốn vị trí này được gọi là Lãnh đạo chủ chốt của Đảng, Nhà nước. Chức danh Tổng Bí thư là chức vụ lãnh đạo cao nhất của Đảng; Chủ tịch nước là nguyên thủ quốc gia; Thủ tướng Chính phủ là người đứng đầu chính phủ; Chủ tịch Quốc hội là người đứng đầu Quốc hội Việt Nam và Uỷ ban thường vụ Quốc hội Việt Nam.
Nguyên gốc của thuật ngữ này xuất phát từ thời kỳ quân chủ tại Việt Nam, dùng để chỉ bốn vị quan "trụ cột" của triều đình, được sử dụng phổ biến dưới thời nhà Đinh và nhà Nguyễn. Hiện nay, thuật ngữ Tứ trụ hiện nay chủ yếu được dư luận, một số cơ quan báo chí, tổ chức truyền thông, các nhà phân tích độc lập cũng như các tiếng nói không chính thống ở Việt Nam sử dụng.

## Trước Cách mạng Tháng Tám

### Thời nhà Đinh

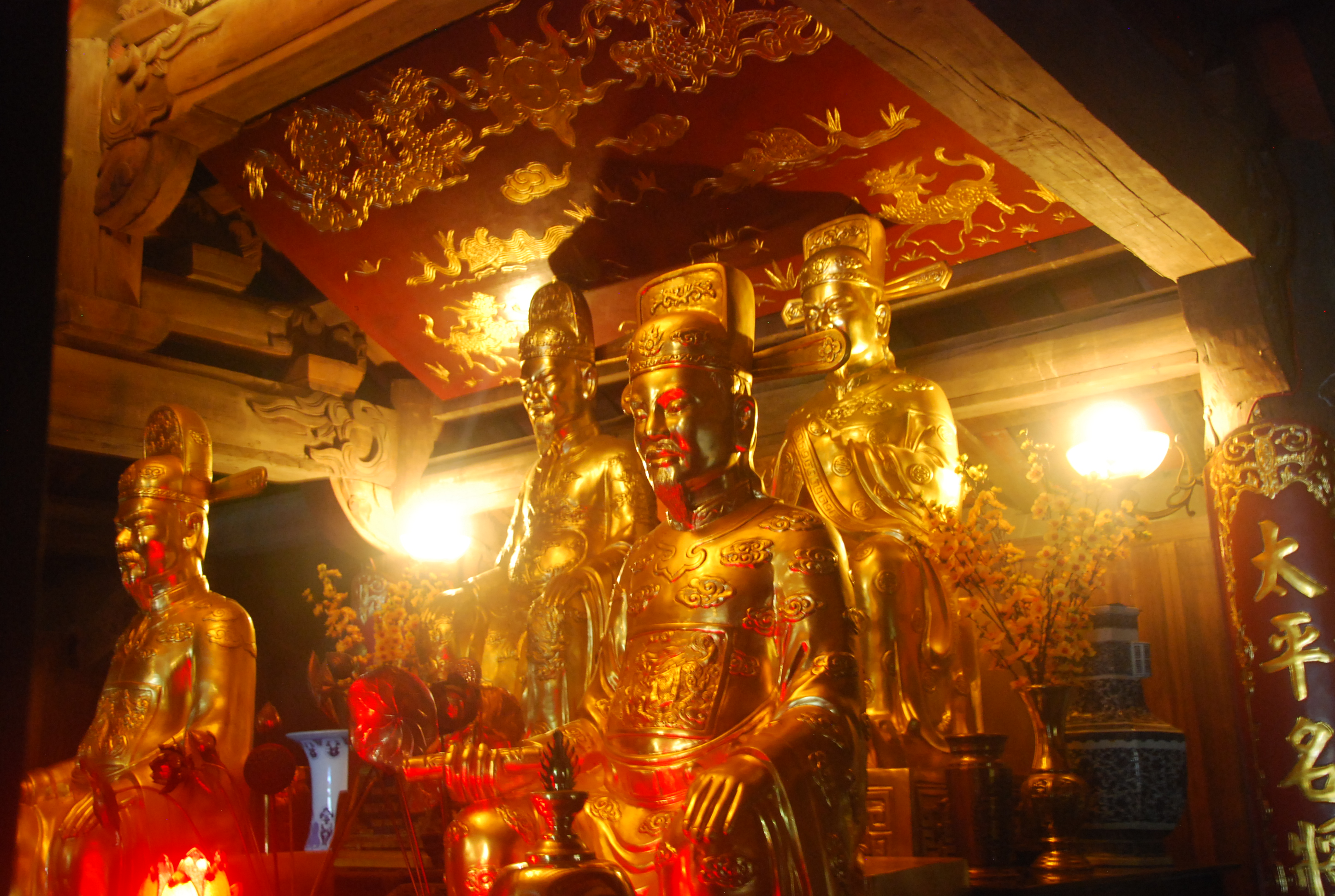
Đền Tứ trụ ở Tràng An thờ 4 vị tứ trụ triều Đinh

Tứ trụ triều Đinh là 4 vị tướng của vua là Tể tướng Nguyễn Bặc, Ngoại giáp Đinh Điền, Thượng thư Trịnh Tú, Thái sư Lưu Cơ. Bốn vị này là những vị quan trong triều nhà Đinh được hậu thế tôn vinh là tứ trụ triều đình. Trong quần thể di sản thế giới Tràng An hiện nay có đền Tứ Trụ thờ 4 vị đại quan nói trên. Tại đền Vua Đinh Tiên Hoàng ở quần thể di tích Cố đô Hoa Lư (Ninh Bình) cũng có tòa thiêu hương thờ Tứ trụ triều đình.
Sau khi dẹp xong loạn 12 sứ quân, Đinh Bộ Lĩnh lên ngôi Hoàng đế, đặt tên nước là Đại Cồ Việt, đóng đô ở Hoa Lư. Sử chép rằng Vua phong cho Nguyễn Bặc là Định Quốc công, Đinh Điền là Ngoại giáp, Lê Hoàn làm Thập đạo Tướng quân, Lưu Cơ làm Đô hộ Phủ Sĩ sư, Tăng thống Ngô Chân Lưu được ban hiệu là Khuông Việt Đại sư, Trương Ma Ni làm Tăng lục, Đạo sĩ Đặng Huyền Quang được làm Sùng chân Uy nghi và phong cho con là Đinh Liễn là Nam Việt vương. Danh xưng Tứ trụ triều Đinh là do đời sau tôn vinh.

### Thời Nguyễn
Dưới thời Nguyễn, tứ trụ triều đình còn được hiểu là Tứ trụ Đại học sĩ là 4 chức quan Đại học sĩ cao cấp thời quân chủ Việt Nam:
1. Cần Chánh điện Đại học sĩ
2. Văn Minh điện Đại học sĩ
3. Võ Hiển điện Đại học sĩ
4. Đông Các  Đại học sĩ

Bốn vị quan này đều hàm Chính nhất phẩm, cao hơn cả Thượng thư (hàm Chính nhị phẩm, tương đương Bộ trưởng thời nay) và Tổng đốc. Bình thường, vua chọn 4 viên quan cao cấp này để làm cố vấn và là thành viên Viện Cơ mật . Khi có biến, 4 viên quan đó ("Tứ trụ triều đình") mặc nhiên trở thành Phụ chính Đại thần và lập ra Hội đồng Phụ chính . Hội đồng Phụ chính là tổ chức cao cấp trong triều đình phong kiến , chỉ hình thành khi vua vắng mặt hoặc còn nhỏ tuổi, để điều hành công việc đất nước. Giúp việc cho 4 Đại học sĩ này là Hiệp biện Đại học sĩ.

## Từ 1945 đến 1991

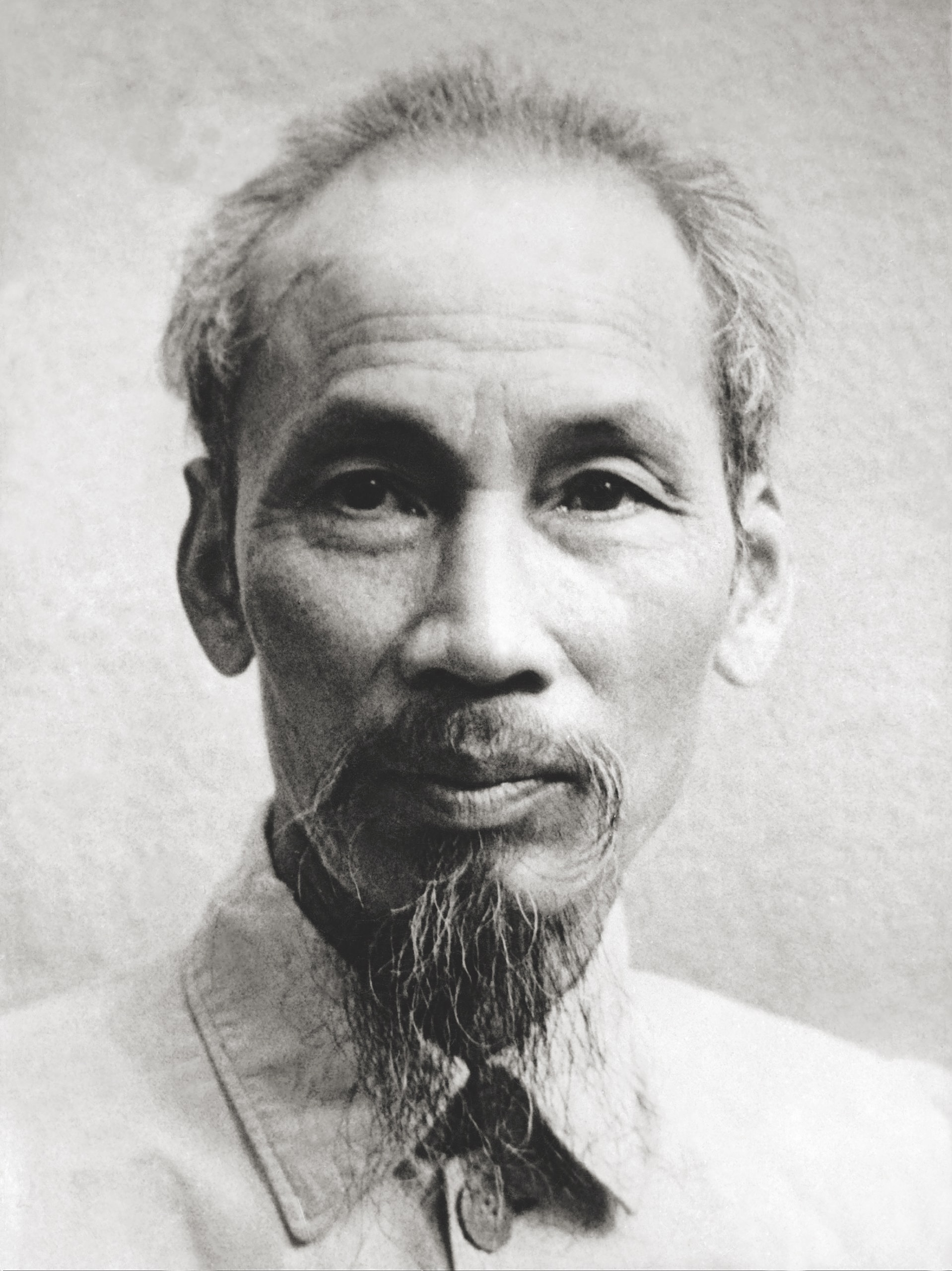
Chủ tịch Hồ Chí Minh

Sau Cách mạng tháng Tám, Chủ tịch Hồ Chí Minh tuyên bố khai sinh nước Việt Nam Dân chủ Cộng hòa vào ngày 2 tháng 9 năm 1945. Các vị trí Chủ tịch nước và Chủ tịch Chính phủ (tức Thủ tướng) được thành lập và Hồ Chí Minh kiêm nhiệm cả hai vị trí. Hai vị trí này được hợp thức hóa bằng Hiến pháp 1946, cùng năm chức vụ Trưởng ban Thường trực Quốc hội (tức Chủ tịch Quốc hội) chính thức được thành lập.
Từ thời điểm đó đến năm 1991 (trừ giai đoạn 1960 – 1969), 4 vị trí này chưa bao giờ cùng tham gia Bộ Chính trị, cơ quan quyền lực nhất Đảng Cộng sản Việt Nam. Vị trí Tổng Bí thư và Thủ tướng là 2 vị trí luôn tham gia Bộ Chính trị từ ngày đầu thành lập. Trong khi đó, Chủ tịch nước giai đoạn 1969 – 1981, Chủ tịch Quốc hội giai đoạn 1946 – 1960 và 1981 – 1992 không tham gia Bộ Chính trị. Ngoài ra, trong giai đoạn 1951 – 1969 còn tồn tại vị trí Chủ tịch Đảng – vị trí quyền lực nhất của Đảng Cộng sản Việt Nam, trên cả 4 vị trí nói trên. Do đó, hệ thống Tứ trụ chưa thực sự hình thành trong suốt giai đoạn này.

## Sau 1992

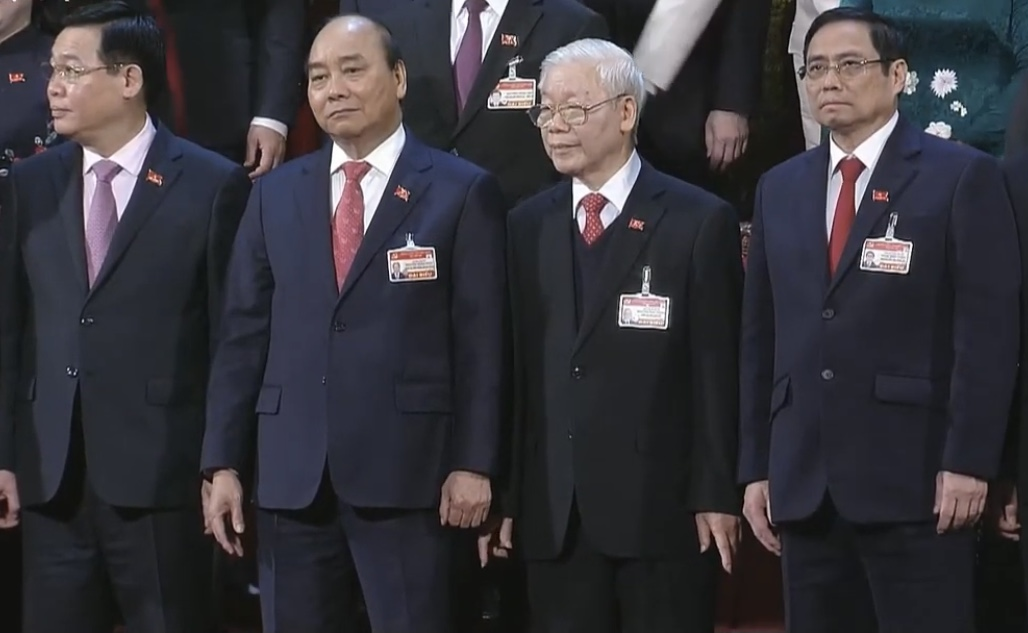
Tứ trụ tại Đại hội Đảng lần thứ XIII

Năm 1969, chức vị Chủ tịch Đảng bị bãi bỏ sau khi Chủ tịch Hồ Chí Minh qua đời, đưa Tổng Bí thư trở thành vị trí quyền lực nhất hệ thống chính trị. Tuy nhiên phải đến tận Đại hội Đảng lần thứ VII năm 1991 khi lần đầu tiên sau 22 năm, Chủ tịch nước và Chủ tịch Quốc hội cùng tham gia Bộ Chính trị, thì hệ thống Tứ trụ mới thực sự hình thành, trở thành những nhân vật quyền lực nhất trong hệ thống chính trị Việt Nam.

### Danh sách Lãnh đạo chủ chốt của Đảng, Nhà nước từ năm 1992
| BCH                                  | Mốc thời gian                        | Tổng Bí thư Đảng Cộng sản Việt Nam     | Tổng Bí thư Đảng Cộng sản Việt Nam     | Chủ tịch nước Cộng hòa xã hội chủ nghĩa Việt Nam | Chủ tịch nước Cộng hòa xã hội chủ nghĩa Việt Nam | Thủ tướng Chính Phủ Cộng hòa xã hội chủ nghĩa Việt Nam | Thủ tướng Chính Phủ Cộng hòa xã hội chủ nghĩa Việt Nam | Chủ tịch Quốc hội Cộng hòa xã hội chủ nghĩa Việt Nam | Chủ tịch Quốc hội Cộng hòa xã hội chủ nghĩa Việt Nam |
| ------------------------------------ | ------------------------------------ | -------------------------------------- | -------------------------------------- | ------------------------------------------------ | ------------------------------------------------ | ------------------------------------------------------ | ------------------------------------------------------ | ---------------------------------------------------- | ---------------------------------------------------- |
| VII                                  | 23 tháng 9,1992 – 23 tháng 9, 1997   | không khung                            | Đỗ Mười (1917 – 2018)                  | không khung                                      | Lê Đức Anh (1920 – 2019)                         | không khung                                            | Võ Văn Kiệt (1922 – 2008)                              | không khung                                          | Nông Đức Mạnh (Sinh năm 1940)                        |
| VIII                                 | 23 tháng 9,1992 – 23 tháng 9, 1997   | không khung                            | Đỗ Mười (1917 – 2018)                  | không khung                                      | Lê Đức Anh (1920 – 2019)                         | không khung                                            | Võ Văn Kiệt (1922 – 2008)                              | không khung                                          | Nông Đức Mạnh (Sinh năm 1940)                        |
| 24 tháng 9, 1997 – 25 tháng 9, 1997  | không khung                          | không khung                            | Đỗ Mười (1917 – 2018)                  | Trần Đức Lương (1937 – 2025)                     |                                                  | không khung                                            | Võ Văn Kiệt (1922 – 2008)                              | không khung                                          | Nông Đức Mạnh (Sinh năm 1940)                        |
| 25 tháng 9, 1997 – 26 tháng 12, 1997 | không khung                          | không khung                            | Đỗ Mười (1917 – 2018)                  | Trần Đức Lương (1937 – 2025)                     | không khung                                      | Phan Văn Khải (1933 – 2018)                            |                                                        | không khung                                          | Nông Đức Mạnh (Sinh năm 1940)                        |
| 26 tháng 12, 1997 – 22 tháng 4, 2001 | không khung                          | không khung                            | Lê Khả Phiêu (1931 – 2020)             | Trần Đức Lương (1937 – 2025)                     | không khung                                      | Phan Văn Khải (1933 – 2018)                            |                                                        | không khung                                          | Nông Đức Mạnh (Sinh năm 1940)                        |
| IX                                   | không khung                          | 22 tháng 4, 2001 – 27 tháng 6, 2001    | không khung                            | Trần Đức Lương (1937 – 2025)                     | không khung                                      | Phan Văn Khải (1933 – 2018)                            | Nông Đức Mạnh (Sinh năm 1940)                          | không khung                                          | Nông Đức Mạnh (Sinh năm 1940)                        |
| IX                                   | không khung                          | 27 tháng 6, 2001 – 26 tháng 6, 2006    | không khung                            | Trần Đức Lương (1937 – 2025)                     | không khung                                      | Phan Văn Khải (1933 – 2018)                            | Nông Đức Mạnh (Sinh năm 1940)                          | không khung                                          | Nguyễn Văn An (Sinh năm 1937)                        |
| X                                    | không khung                          | 26 tháng 6, 2006 – 27 tháng 6, 2006    | không khung                            | Trần Đức Lương (1937 – 2025)                     | không khung                                      | Phan Văn Khải (1933 – 2018)                            | Nông Đức Mạnh (Sinh năm 1940)                          | không khung                                          | Nguyễn Phú Trọng (1944 – 2024)                       |
| X                                    | 27 tháng 6, 2006 – 19 tháng 1, 2011  | không khung                            | không khung                            | Nguyễn Minh Triết (Sinh năm 1942)                | không khung                                      | Nguyễn Tấn Dũng (Sinh năm 1949)                        | Nông Đức Mạnh (Sinh năm 1940)                          | không khung                                          | Nguyễn Phú Trọng (1944 – 2024)                       |
| XI                                   | 19 tháng 1, 2011 – 23 tháng 7, 2011  | không khung                            | không khung                            | Nguyễn Minh Triết (Sinh năm 1942)                | không khung                                      | Nguyễn Tấn Dũng (Sinh năm 1949)                        | Nguyễn Phú Trọng (1944 – 2024)                         | không khung                                          | Nguyễn Phú Trọng (1944 – 2024)                       |
| XI                                   | 23 tháng 7, 2011 – 25 tháng 7, 2011  | không khung                            | không khung                            | Nguyễn Minh Triết (Sinh năm 1942)                | không khung                                      | Nguyễn Tấn Dũng (Sinh năm 1949)                        | Nguyễn Phú Trọng (1944 – 2024)                         | không khung                                          | Nguyễn Sinh Hùng (Sinh năm 1946)                     |
| XI                                   | 25 tháng 7, 2011 – 31 tháng 3, 2016  | không khung                            | không khung                            | Trương Tấn Sang (Sinh năm 1949)                  | không khung                                      | Nguyễn Tấn Dũng (Sinh năm 1949)                        | Nguyễn Phú Trọng (1944 – 2024)                         | không khung                                          | Nguyễn Sinh Hùng (Sinh năm 1946)                     |
| XII                                  | 25 tháng 7, 2011 – 31 tháng 3, 2016  | không khung                            | không khung                            | Trương Tấn Sang (Sinh năm 1949)                  | không khung                                      | Nguyễn Tấn Dũng (Sinh năm 1949)                        | Nguyễn Phú Trọng (1944 – 2024)                         | không khung                                          | Nguyễn Sinh Hùng (Sinh năm 1946)                     |
| 31 tháng 3, 2016 – 2 tháng 4, 2016   | không khung                          | không khung                            | không khung                            | Trương Tấn Sang (Sinh năm 1949)                  | không khung                                      | Nguyễn Tấn Dũng (Sinh năm 1949)                        | Nguyễn Phú Trọng (1944 – 2024)                         | Nguyễn Thị Kim Ngân (Sinh năm 1954)                  |                                                      |
| 2 tháng 4, 2016 – 6 tháng 4, 2016    | không khung                          | không khung                            | không khung                            | Trần Đại Quang (1956 – 2018)                     | không khung                                      | Nguyễn Tấn Dũng (Sinh năm 1949)                        | Nguyễn Phú Trọng (1944 – 2024)                         | Nguyễn Thị Kim Ngân (Sinh năm 1954)                  |                                                      |
| 7 tháng 4, 2016 – 21 tháng 9, 2018   | không khung                          | không khung                            | không khung                            | Trần Đại Quang (1956 – 2018)                     | không khung                                      | Nguyễn Xuân Phúc (Sinh năm 1954)                       | Nguyễn Phú Trọng (1944 – 2024)                         | Nguyễn Thị Kim Ngân (Sinh năm 1954)                  |                                                      |
| 21 tháng 9, 2018 – 23 tháng 10, 2018 | không khung                          | Đương chức không tham gia Bộ Chính trị | Đương chức không tham gia Bộ Chính trị |                                                  | không khung                                      | Nguyễn Xuân Phúc (Sinh năm 1954)                       | Nguyễn Phú Trọng (1944 – 2024)                         | Nguyễn Thị Kim Ngân (Sinh năm 1954)                  |                                                      |
| 23 tháng 10, 2018 – 31 tháng 3, 2021 | không khung                          | không khung                            | không khung                            | Nguyễn Phú Trọng (1944 – 2024)                   | không khung                                      | Nguyễn Xuân Phúc (Sinh năm 1954)                       | Nguyễn Phú Trọng (1944 – 2024)                         | Nguyễn Thị Kim Ngân (Sinh năm 1954)                  |                                                      |
| XIII                                 | 31 tháng 3, 2021 – 5 tháng 4, 2021   | không khung                            | không khung                            | Nguyễn Phú Trọng (1944 – 2024)                   | không khung                                      | Nguyễn Xuân Phúc (Sinh năm 1954)                       | Nguyễn Phú Trọng (1944 – 2024)                         | không khung                                          | Vương Đình Huệ (Sinh năm 1957)                       |
| XIII                                 | 5 tháng 4, 2021 – 18 tháng 1, 2023   | không khung                            | không khung                            | Nguyễn Xuân Phúc (Sinh năm 1954)                 | không khung                                      | Phạm Minh Chính (Sinh năm 1958)                        | Nguyễn Phú Trọng (1944 – 2024)                         | không khung                                          | Vương Đình Huệ (Sinh năm 1957)                       |
| XIII                                 | 18 tháng 1, 2023 – 2 tháng 3, 2023   | Đương chức không tham gia Bộ Chính trị | Đương chức không tham gia Bộ Chính trị |                                                  | không khung                                      | Phạm Minh Chính (Sinh năm 1958)                        | Nguyễn Phú Trọng (1944 – 2024)                         | không khung                                          | Vương Đình Huệ (Sinh năm 1957)                       |
| XIII                                 | 2 tháng 3, 2023 – 21 tháng 3, 2024   | không khung                            | không khung                            | Võ Văn Thưởng (Sinh năm 1970)                    | không khung                                      | Phạm Minh Chính (Sinh năm 1958)                        | Nguyễn Phú Trọng (1944 – 2024)                         | không khung                                          | Vương Đình Huệ (Sinh năm 1957)                       |
| XIII                                 | 21 tháng 3, 2024 – 2 tháng 5, 2024   | Đương chức không tham gia Bộ Chính trị | Đương chức không tham gia Bộ Chính trị |                                                  | không khung                                      | Phạm Minh Chính (Sinh năm 1958)                        | Nguyễn Phú Trọng (1944 – 2024)                         | không khung                                          | Vương Đình Huệ (Sinh năm 1957)                       |
| XIII                                 | 2 tháng 5, 2024 – 20 tháng 5, 2024   | Đương chức không tham gia Bộ Chính trị | Đương chức không tham gia Bộ Chính trị | Văn phòng bỏ trống                               | Văn phòng bỏ trống                               | Phạm Minh Chính (Sinh năm 1958)                        | Nguyễn Phú Trọng (1944 – 2024)                         |                                                      |                                                      |
| XIII                                 | 20 tháng 5, 2024 – 22 tháng 5, 2024  | Đương chức không tham gia Bộ Chính trị | Đương chức không tham gia Bộ Chính trị | không khung                                      | không khung                                      | Phạm Minh Chính (Sinh năm 1958)                        | Nguyễn Phú Trọng (1944 – 2024)                         | Trần Thanh Mẫn (Sinh năm 1962)                       |                                                      |
| XIII                                 | 22 tháng 5, 2024 – 19 tháng 7, 2024  | không khung                            | Tô Lâm (Sinh năm 1957)                 | không khung                                      | không khung                                      | Phạm Minh Chính (Sinh năm 1958)                        | Nguyễn Phú Trọng (1944 – 2024)                         | Trần Thanh Mẫn (Sinh năm 1962)                       |                                                      |
| XIII                                 | 19 tháng 7, 2024 – 03 tháng 8, 2024  | không khung                            | Tô Lâm (Sinh năm 1957)                 | không khung                                      | không khung                                      | Phạm Minh Chính (Sinh năm 1958)                        | Văn phòng bỏ trống                                     | Văn phòng bỏ trống                                   |                                                      |
| XIII                                 | 03 tháng 8, 2024 – 21 tháng 10, 2024 | không khung                            | Tô Lâm (Sinh năm 1957)                 | không khung                                      | không khung                                      | Phạm Minh Chính (Sinh năm 1958)                        | không khung                                            | Trần Thanh Mẫn (Sinh năm 1962)                       | Tô Lâm (Sinh năm 1957)                               |
| XIII                                 | 21 tháng 10, 2024 – nay              |                                        | Lương Cường (Sinh năm 1957)            | không khung                                      | không khung                                      | Phạm Minh Chính (Sinh năm 1958)                        | không khung                                            | Trần Thanh Mẫn (Sinh năm 1962)                       | Tô Lâm (Sinh năm 1957)                               |